# Venus de Moravany

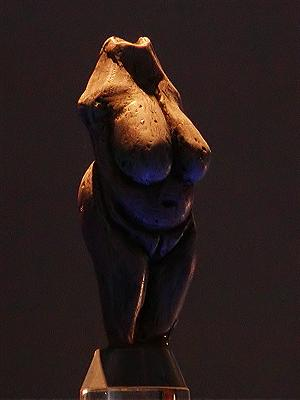
Venus de Moravany, encontrada cerca de la localidad de Moravany nad Váhom, datada en el 22,800 A.C.

La Venus de Moravany (en eslovaco: Moravianska venuša; en húngaro: Moraváni vénusz; en ruso: Венера Мораванская) es una estatuilla antropomorfa femenina perteneciente al periodo gravetiense, descubierta en Eslovaquia a principios del siglo XX.

## Descubrimiento
Fue extraída del suelo en algún momento antes de 1930 por el agricultor Štefan Hulman-Petrech cerca del pueblo de Moravany nad Váhom, en Eslovaquia.
La figura tiene una altura de 7,6 cm y está hecha de marfil, esculpida en colmillo de mamut. Está datada en el 22 800 A.C., lo que la coloca temporalmente en el Paleolítico superior.

## Exhibición
Una copia de esta Venus actualmente se exhibe en la exposición del Museo nacional Eslovaco en el castillo de Bratislava.